# Northop
Northop è un centro abitato del Galles, situato nella contea del Flintshire.